# Persone di cognome Hunter
| Questa pagina contiene informazioni ricavate automaticamente dalle voci biografiche con l'ausilio del template Bio e di un bot. L'aggiornamento è periodico e automatico e ricostruisce completamente la pagina. Se manca una persona in questa lista, sei pregato di non aggiungerla, ma accertati piuttosto che la sua voce biografica contenga il template Bio e che i dati anagrafici siano correttamente compilati. Se il template Bio manca, inseriscilo tu stesso o, in alternativa, metti l'avviso {{tmp\|Bio}} che ne segnala la mancanza. Se i dati riportati sono sbagliati, correggi direttamente la voce biografica; le modifiche saranno visibili in questa lista entro pochi giorni. Per chiarimenti vedi il progetto antroponimi. La lista contiene solo le 94 persone che sono citate nell'enciclopedia e per le quali è stato implementato correttamente il template Bio. Pagina aggiornata al 7 ago 2025. |

Questa è una lista di persone presenti nell'enciclopedia che hanno il cognome Hunter, suddivise per attività principale.

## Allenatori di calcio(4)
- Barry Hunter, allenatore di calcio e ex calciatore nordirlandese (Coleraine, n. 1968)
- Billy Hunter, allenatore di calcio scozzese (Alva, n. 1885 - New York, † 1937)
- John Hunter, allenatore di calcio e calciatore scozzese (Johnstone, n. 1878 - Motherwell, † 1966)
- Willie Hunter, allenatore di calcio e calciatore scozzese (Edimburgo, n. 1940 - † 2020)

## Anatomisti(1)
- William Hunter, anatomista scozzese (East Kilbride, n. 1718 - Londra, † 1783)

## Arbitri di calcio(1)
- Arnold Hunter, arbitro di calcio britannico (Fermanagh, n. 1980)

## Attori(9)
- Glenn Hunter, attore statunitense (New York, n. 1894 - New York, † 1945)
- Henry Hunter, attore statunitense (Rahway, n. 1907 - Los Angeles, † 1985)
- Ian Hunter, attore britannico (Città del Capo, n. 1900 - Londra, † 1975)
- Louis Hunter, attore e doppiatore australiano (Sydney, n. 1992)
- Stephen Hunter, attore e artista neozelandese (Wellington, n. 1968)
- Tab Hunter, attore statunitense (New York, n. 1931 - Santa Barbara, † 2018)
- Thomas Hunter, attore statunitense (Savannah, n. 1932 - Norwalk, † 2017)
- S Waldy, attore, regista e sceneggiatore indonesiano (Blitar, n. 1919 - † 1968)
- Bill Hunter, attore australiano (Ballarat, n. 1940 - Kew, † 2011)

## Attrici(4)
- Holly Hunter, attrice statunitense (Conyers, n. 1958)
- Kaki Hunter, attrice statunitense (Topanga Canyon, n. 1955)
- Kathryn Hunter, attrice statunitense (New York, n. 1957)
- Kelly Hunter, attrice inglese (Londra, n. 1963)

## Attrici pornografiche(2)
- Heather Hunter, ex attrice pornografica, artista e musicista statunitense (The Bronx, n. 1969)
- Nicki Hunter, ex attrice pornografica, regista e produttrice cinematografica statunitense (Lake Worth, n. 1979)

## Calciatori(7)
- Alex Hunter, calciatore scozzese (Renfrew, n. 1895 - New York City, † 1984)
- Allan Hunter, ex calciatore nordirlandese (Sion Mills, n. 1946)
- Archie Hunter, calciatore scozzese (Joppa, n. 1859 - Birmingham, † 1894)
- Ian Hunter, ex calciatore australiano (n. 1961)
- Jack Hunter, calciatore inglese (Sheffield, n. 1851 - Blackburn, † 1903)
- Norman Hunter, calciatore e allenatore di calcio inglese (Gateshead, n. 1943 - Leeds, † 2020)
- Reg Hunter, ex calciatore inglese (Colwyn Bay, n. 1938)

## Canottieri(1)
- Mark Hunter, canottiere britannico (Londra, n. 1978)

## Cantanti(3)
- Alberta Hunter, cantante statunitense (Memphis, n. 1895 - New York, † 1984)
- Ivory Joe Hunter, cantante, compositore e pianista statunitense (Kirbyville, n. 1914 - Memphis, † 1974)
- Mark Hunter, cantante e musicista statunitense (Cleveland, n. 1977)

## Cestisti(10)
- Chris Hunter, ex cestista statunitense (Gary, n. 1984)
- Les Hunter, cestista statunitense (Nashville, n. 1942 - † 2020)
- Othello Hunter, ex cestista statunitense (Winston-Salem, n. 1986)
- R.J. Hunter, ex cestista e allenatore di pallacanestro statunitense (Oxford, n. 1993)
- Vince Hunter, cestista statunitense (Detroit, n. 1994)
- Brandon Hunter, cestista statunitense (Cincinnati, n. 1980 - Orlando, † 2023)
- Cedric Hunter, ex cestista statunitense (Omaha, n. 1965)
- De'Andre Hunter, cestista statunitense (Filadelfia, n. 1997)
- Jimmie Hunter, ex cestista statunitense (Memphis, n. 1977)
- Steven Hunter, ex cestista statunitense (Chicago, n. 1981)

## Chitarristi(1)
- Steve Hunter, chitarrista statunitense (Decatur, n. 1948)

## Ciclisti su strada(1)
- Robert Hunter, ex ciclista su strada e dirigente sportivo sudafricano (Johannesburg, n. 1977)

## Drammaturghi(1)
- Samuel D. Hunter, drammaturgo e sceneggiatore statunitense (Moscow, n. 1981)

## Generali(2)
- Archibald Hunter, generale britannico (Londra, n. 1856 - Londra, † 1936)
- David Hunter, generale statunitense (Troy, n. 1802 - Washington, † 1886)

## Giocatori di baseball(3)
- Catfish Hunter, giocatore di baseball statunitense (Hertford, n. 1946 - Hertford, † 1999)
- Tommy Hunter, giocatore di baseball statunitense (Indianapolis, n. 1986)
- Torii Hunter, giocatore di baseball statunitense (Pine Bluff, n. 1975)

## Giocatori di football americano(12)
- Al Hunter, ex giocatore di football americano statunitense (Greenville, n. 1955)
- Danielle Hunter, giocatore di football americano statunitense (St. Catherine, n. 1994)
- Jarquez Hunter, giocatore di football americano statunitense (Meridian, n. 2002)
- Jason Hunter, giocatore di football americano statunitense (Charlotte, n. 1983)
- Justin Hunter, giocatore di football americano statunitense (Virginia Beach, n. 1991)
- Kendall Hunter, giocatore di football americano statunitense (Tyler, n. 1988)
- Patrick Hunter, ex giocatore di football americano statunitense (San Francisco, n. 1964)
- Ryan Hunter, giocatore di football americano canadese (North Bay, n. 1995)
- Scott Hunter, giocatore di football americano statunitense (Mobile, n. 1947)
- Tony Hunter, giocatore di football americano statunitense (Cincinnati, n. 1960 - Cincinnati, † 2024)
- Travis Hunter, giocatore di football americano statunitense (West Palm Beach, n. 2003)
- Wayne Hunter, ex giocatore di football americano statunitense (Honolulu, n. 1981)

## Giocatori di lacrosse(1)
- Tom Hunter, giocatore di lacrosse statunitense

## Giocatori di snooker(1)
- Paul Hunter, giocatore di snooker britannico (Leeds, n. 1978 - Huddersfield, † 2006)

## Golfisti(2)
- Edwin Hunter, golfista e tennista statunitense (Fond du Lac, n. 1874 - St. Joseph, † 1935)
- Robert Hunter, golfista statunitense (Chicago, n. 1886 - Santa Barbara, † 1971)

## Ingegneri(1)
- Matthew Albert Hunter, ingegnere neozelandese (Auckland, n. 1878 - Troy, † 1961)

## Medici(1)
- John Hunter, medico britannico (Long Calderwood, n. 1728 - Londra, † 1793)

## Modelle(1)
- Rachel Hunter, supermodella neozelandese (Glenfield, n. 1969)

## Nuotatrici(1)
- Keana Hunter, nuotatrice artistica statunitense (Seattle, n. 2004)

## Pallavoliste(1)
- Kelly Hunter, pallavolista statunitense (Omaha, n. 1994)

## Pittori(1)
- Leslie Hunter, pittore scozzese (Rothesay, n. 1877 - Glasgow, † 1931)

## Poeti(1)
- Robert Hunter, poeta, paroliere e musicista statunitense (Arroyo Grande, n. 1941 - San Rafael, † 2019)

## Politici(4)
- Duncan D. Hunter, politico e militare statunitense (San Diego, n. 1976)
- Duncan Hunter, politico statunitense (Riverside, n. 1948)
- Robert Mercer Taliaferro Hunter, politico statunitense (Mount Pleasant, n. 1809 - Alexandria, † 1887)
- Robert Hunter, politico, militare e drammaturgo scozzese (Edimburgo, n. 1666 - Giamaica, † 1734)

## Produttori cinematografici(1)
- Ross Hunter, produttore cinematografico e attore statunitense (Cleveland, n. 1920 - Los Angeles, † 1996)

## Pugili(2)
- George Hunter, pugile sudafricano (Brakpan, n. 1927 - † 2004)
- Mike Hunter, pugile statunitense (Greenville, n. 1959 - Los Angeles, † 2006)

## Rapper(1)
- Inspectah Deck, rapper e produttore discografico statunitense (New York, n. 1970)

## Registe teatrali(1)
- Sophie Hunter, regista teatrale e attrice inglese (Londra, n. 1978)

## Registi(3)
- Paul Hunter, regista statunitense (Los Angeles, n. 1970)
- T. Hayes Hunter, regista e sceneggiatore statunitense (Filadelfia, n. 1884 - Londra, † 1944)
- Tim Hunter, regista e sceneggiatore statunitense (Los Angeles, n. 1947)

## Rugbiste a 15(1)
- Sarah Hunter, rugbista a 15 e allenatrice di rugby a 15 britannica (Newcastle upon Tyne, n. 1985)

## Rugbisti a 15(1)
- Ian Hunter, ex rugbista a 15 e dirigente d'azienda britannico (Londra, n. 1969)

## Sciatori alpini(1)
- Jim Hunter, ex sciatore alpino canadese (Shaunavon, n. 1953)

## Scrittori(2)
- Stephen Hunter, scrittore, giornalista e critico cinematografico statunitense (Kansas City, n. 1946)
- Ed McBain, scrittore e sceneggiatore statunitense (New York, n. 1926 - Weston, † 2005)

## Soprani(1)
- Rita Hunter, soprano inglese (Wallasey, n. 1933 - Sydney, † 2001)

## Velocisti(1)
- William Hunter, velocista statunitense (Louisville, n. 1883 - Louisville, † 1966)

## Wrestler(1)
- April Hunter, wrestler statunitense (Filadelfia, n. 1974)

## Senza attività specificata(2)
- Ian Hunter, effettista statunitense
- Meredith Hunter, statunitense (Contea di Alameda, n. 1951 - Altamont, † 1969)